# South Pasadena (Kalifornija)
South Pasadena je grad u američkoj saveznoj državi Kalifornija. Prema popisu stanovništva iz 2010. u njemu je živjelo 25.619 stanovnika.